# Арктичний вибух
«Арктичний вибух» (англ. Arctic Blast) — австралійсько-канадський фільм-катастрофа 2010 р. режисера Брайана Тренчарда-Сміта. Головні ролі виконували: Майкл Шенкс, Александра Девіс, Алан Ендрюс, Саскія Гампеле та Індіана Еванс. Світова прем'єра відбулася на Канадському кінофестивалі в Сіднеї 4 серпня.

## Сюжет
Сюжет зосереджений навколо колосального вибуху сильно охолодженого повітрям мезосфери, що поширюється над Землею після сонячного затемнення в поєднанні з наслідками забруднення навколишнього середовища — озонових дір. Катастрофа загрожує занурити весь світ у стан льоду. Містечко Гобарт, Тасманія, першим постраждало від холодного фронту з температурою нижче -70 градусів за Фаренгейтом, в результаті чого люди помирають майже миттєво, і фізик Джек Тейт (Майкл Шенкс) намагається знайти рішення, захищаючи свою сім'ю.

## Ролі
- Майкл Шенкс — Джек Тейт
- Александра Девіс — Емма Тейт
- Алан Ендрюс — Гарольд
- Саскія Гампеле — доктор Зої Куін
- Індіана Еванс — Наомі Тейт
- Джудіт Барібау — Таммі
- Брюс Девісон — Вінслоу
- Бодане Гаттон — Джеррод
- Енн Маккафері — Саманта
- Стен Готтшальк — генерал
- Ізабель Гостід — Марлен
- Нік Фальк — Брент

## Виробництво
Фільм знятий у Тасманії. Виконавчий продюсер — Ентоні І. Гіннен, чия компанія IFM/Filmways відповідальна за випуск фільму в Австралії та Новій Зеландії. Інші продюсери — Том Беррі і П'єр Давид.

## Критика
Рейтинг фільму на IMDb становить 3,9/10, Rotten Tomatoes — експертний консенсус відсутній, рейтинг аудиторії 30 %.

## Цікаві факти
- Авіаносець U.S.S. Adams в реальному житті — U.S.S. John C. Stennis (CVN-74).
- При тестуванні Зоєю її рівня цукру в крові в перший раз, вона уколола палець, додала кров на смужку, а потім вставляє смужку в прилад. Це правильна процедура. Помилка в тому, що прилад показав її рівень цукру в крові на рівні 58, тому їй потрібен цукор, а не інсулін, тому що насправді рівень цукру в її крові дуже низький.
- Передумова фільму є неправильною. Озоновий шар дійсно блокує шкідливе ультрафіолетове випромінювання, що є дуже важливою функцією для більшості життя на цій планеті, але це не бар'єр, що перешкоджає холодній мезосфері досягати землі.